# Lețcani
Lețcani es una comuna ubicada en el distrito de Iași (Rumania).

## Superficie
Cuenta con una superficie de 55,48 kilómetros cuadrados.

## Demografía
Hasta 2021 la población era de 6845 habitantes, con una densidad de población de 123,4 habitantes por kilómetro cuadrado.